# Трубкозуб африканський
Трубкозуб африканський (Orycteropus afer)  — ссавець, єдиний сучасний представник родини трубкозубових (Orycteropodidae).

## Систематичне положення
Спочатку трубкозуб через особливості будови свого організму був віднесений до того ж роду, що і південноамериканські мурахоїди, проте поверхова схожість виявилась результатом конвергентної еволюції — пристосування до харчування термітами та мурахами. Походження трубкозуба залишається неясним: імовірно, він близький до сирен, даманів та хоботних. Найдавніші викопні залишки знайдено в Кенії, вони датовані раннім міоценом. В кінці міоцену та на початку плейстоцену представники родини трубкозубих, подібні до сучасних, мешкали в Південній Європі та Західній Азії, а також на Мадагаскарі (Plesiorycteropus).
На початку XXI сторіччя трубкозуби залишились лише в Африці, де вони розповсюджені скрізь на південь від Сахари, за винятком джунглів Центральної Африки. Популяції в долині Нілу та в гірському масиві Тасилі (Алжир) вимерли.

## Назва
Наукова назва виду походить від Orycteropus, грец. «кінцівка, що риє», та afer, похідного від слова «Африка».
Вернакулярна назва трубкозуба походить від того, що у нього дивовижна будова корінних зубів, які являють собою дентинові трубочки, що зрослися. На трубочках немає емалі та коренів, і вони постійно ростуть.

## Зовнішній вигляд
Трубкозуб — ссавець середнього розміру, зовнішньо нагадує свиню з видовженою мордою, ослячими вухами та сильним мускулистим хвостом, схожим на хвіст кенгуру. Місцева назва — аардварк (aardvark), що в перекладі з африкаанс означає «земляна свиня».
У малят трубкозуба є ікла та різці, але у дорослих тварин залишаються лише 2 передкутні та 3 кутні зуби на кожній половинці щелепи (усього у трубкозуба — 20 зубів).
Відділ мозку, який відповідає за нюх, збільшений, через що у трубкозуба дуже сильний нюх. В носовому відділі у трубкозуба є розвинений лабіринт, утворений із 9–10 тонких кісток, що не є характерною рисою ссавців.
Дорослий трубкозуб сягає 100—158 см в довжину, його хвіст — 44—71 см. Висота в плечах становить 60—65 см. Вага тварини може сягати 100 кг, але найчастіше трубкозуб важить 50—70 кг. Самиці трубкозуба менші за самців, у них на хвості є біла пляма.
Шкіра у трубкозуба товста, вкрита рідкуватим волоссям захисного, жовтуватого чи бурого кольору. На кінцівках волосся темніше, ніж на тулубі. Морда та хвіст тварини здебільшого білі або рожевого кольору. Морда видовжена в довгу трубку, на кінці знаходиться свиноподібне рильце з круглими ніздрями. На морді багато твердих та довгих вібрис, біля ніздрів розташовані чутливі ділянки шкіри. Язик довгий та липкий. Вуха трубкоподібні, довжина становить 15–21 см. Очі маленькі. Подібно до інших нічних тварин, трубкозуб не розрізняє кольорів.
Кінцівки сильні, пристосовані для того, щоб рити та руйнувати термітники. На передніх ногах 4 пальці, на задніх — 5 пальців. На всіх пальцях є кігті, які нагадують ратицю. У самиць — дві пари сосків: на череві та в паху. Матка подвійна (Uterus duplex), як у гризунів.
Науковці розрізняють 18 підвидів трубкозуба. Щоправда, більшість підвидів описано за одиничними зразками. Найвідомішими є Orycteropus afer aethiopicus (Sundevall, 1843), Orycteropus afer senegalensis (Lesson, 1840) і Orycteropus afer afer (Pallas, 1766).

## Поведінка
Коли темніє, трубкозуб виходить зі свого сховища та розпочинає полювати на термітів та мурашок у радіусі 10–30 км від своєї нори.

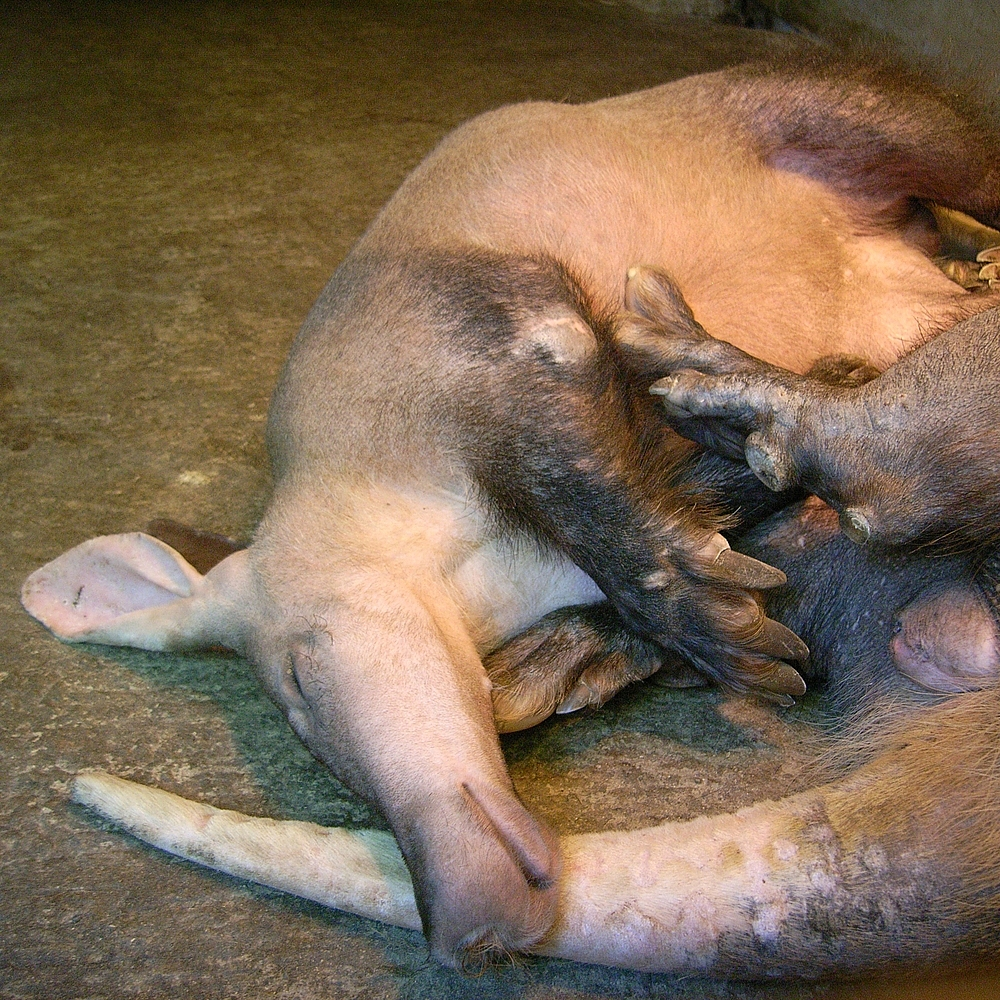
Трубкозуб спить у зоопарку

Трубкозуб дуже потайлива тварина. Дуже рідко, коли його можна побачити на сонці. Трубкозуб дуже спритно риє нори: за 5 хвилин він може вирити яму завглибшки 1 метр на м'якому ґрунті. Звичайна нора має вигляд ходу завдовжки 2–3 м. Гніздова нора буває завдовжки 13 м з кільками виходами. Вона закінчується просторою камерою. Підстилки в камері немає.
Трубкозуб — це солітарна тварина, яка мешкає на своїй території. Площа такої території приблизно становить 2—4 км². Трубкозуби можуть селиться колоніями зі сполученими норами на територіях, де багато корму.
На пошуки корму трубкозуб вирушає через 1—2 години після заходу сонця. Свою територію трубкозуб обходить своїми стежками, навідуючись до відомих йому термітників та мурашників раз на тиждень. Пересувається трубкозуб зигзагами, опустивши морду до землі та принюхуючись. За ніч він проходить 8—12 км.
Коли трубкозуб знаходить термітник або мурашник, він прориває своїми кігтями дірку діаметром 30—40 см і ласує комахами. За ніч трубкозуб може з'їсти до 50 тис. комах. Для цього він використовує свій дуже рухливий язик, який рясно вкритий виділеннями слини. Коли трубкозуб риє термітник, він закриває свої ніздрі для того, щоби комахи та піщинки не потрапляли йому в ніс. Товста шкіра трубкозуба надає йому змогу не звертати увагу на укуси комах.

### Розмноження

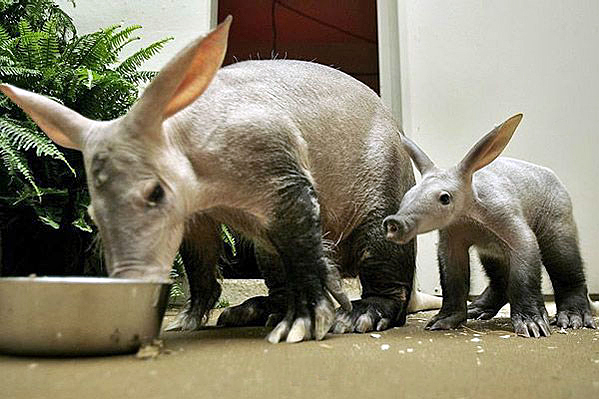
Самка трубкозуба і маля

Самиці трубкозуба вагітні протягом 7 місяців і зазвичай народжують одне маля, щонайбільше двох.
Через 6 місяців маля залишає свою матір та розпочинає самостійне життя, риючи свою нору.

### Симбіоз зCucumis humifructus
Рослина Cucumis humifructus («трубкозубів огірок») розвинула симбіоз з трубкозубом. Стебло заштовхує плоди під землю на глибину 150—300 мм. Вони наповнені вологою, тому тварина шукає їх у посуху. Це рідкісний для рослин спосіб плодоношення під землею, що називається геокарпія. Оскільки плоди знаходяться дуже глибоко — насіння не може прорости. Отже, розповсюдження Cucumis humifructus повністю залежить від трубкозубів. Можливо саме через цю рослину у трубкозубів, що харчуються переважно мурахами та термітами, в ході еволюції збереглися бічні зуби.

## Ареал існування
Трубкозуб мешкає в Африці в тих місцях, де достатньо пухкий ґрунт.
Трубкозуб мешкає на різноманітних ландшафтах. Проте його немає в дощових лісах Екваторіальної Африки, на болотах, а також там, де кам'яні ґрунти, на яких важко копати. У гірській місцевості він не зустрічається вище 2000 м. Перш за все полюбляє савани. Цікавим є той факт, що трубкозуб заселяє ті ділянки савани, котрі в сезон дощів потрапляють під воду. Це спрощує риття ґрунту та робить його менш важким. Основний фактор, який стримує ріст популяції — наявність достатньої кількості мурашок та термітів в ареалі мешкання.
Зараз трубкозуб зустрічається в наступних країнах: Ангола, Ботсвана, Буркіна-Фасо, Бурунді, Гамбія, Гана, Гвінея-Бісау, Демократична Республіка Конго, Джибуті, Замбія, Зімбабве, Камерун, Кенія, Малаві, Малі, Мозамбік, Намібія, Нігер, Нігерія, Руанда, Сенегал, Сомалі, Судан, С'єрра-Леоне, Танзанія, Уганда, Чад, Еритрея, Ефіопія, ПАР.

## Статус популяції
Трубкозуб не відноситься до тварин, яких охороняють, попри те, що на трубкозуба інколи полюють заради його м'яса, яке нагадує своїм смаком свинину, міцної шкіри та зубів. Достеменно кількість тварин невідома, проте вона постійно зменшується. Трубкозуб інколи приносить певну користь, контролюючи популяцію термітів, які шкодять посівам. Але через свою пристрасть до нір трубкозуб завдає шкоди сільськогосподарським угіддям. З 1 липня 1975 трубкозуба занесено в Додаток II до CITES.

## У культурі
В африканському фольклорі трубкозуб — дуже шанована тварина через свою сміливість в боротьбі з мурашками. Чаклуни народності Хауса використовують серце, шкіру та кігті трубкозуба для виготовлення оберегу, в якому вище означені частини трубкозуба поєднуються з корінням деяких дерев. Оберіг нібито надає його власнику можливість проходити крізь стіни, через що його полюбляють парубки аби пробратися до своєї улюбленої без дозволу її батьків.